# Bâtiment administratif de Nestlé SA
Le bâtiment administratif de Nestlé SA est un immeuble situé dans la ville vaudoise de Vevey, en Suisse, siège mondial de l'entreprise Nestlé.

## Historique
Le premier siège administratif de l'entreprise Nestlé & Anglo-Swiss Condensed Milk Company est un bâtiment néo-classique construit en 1913-1917 par Adolphe Burnat au bord du lac Léman à Vevey ; ce bâtiment sera ensuite transformé pour accueillir, dès 1985, le musée de l'Alimentarium.
Le nouveau siège est construit sur l'ancien emplacement du Grand Hôtel,, entre 1958 et 1960, par Jean Tschumi inspiré par le Corbusier. Au début des années 2000, le siège a fait l'objet d'une importante rénovation qui remplaçait non seulement les façades, mais aussi les intérieurs à l'exception du rez-de-chaussée et de la cage d'escalier.
Le bâtiment, de même que les archives de la compagnie, sont inscrits comme biens culturels suisses d'importance nationale. Ces archives, fondées en 1995, contiennent de nombreux documents relatifs à l'histoire de l'entreprise ainsi que sur les emballages et le matériel publicitaires des produits de la marque ; elles se présentes sous la forme de documents, de photographies, de films, de plans et d'autres objets.

## Situation
Le bâtiment se situe à l'entrée nord de Vevey sur la route principale H9, son entrée officielle se trouve au numéro 55 de l'avenue Nestlé. Dominé par les terrasses de Lavaux, il est construit sur une parcelle verte, au bord du lac Léman. L'immeuble lui-même présente une forme générale en Y, avec des façades en verre et un rez-de-chaussée monté sur pilotis.